# Taštyp
Il Taštyp (in russo Таштып?) è un fiume della Siberia Occidentale meridionale, affluente di sinistra dell'Abakan (bacino dello Enisej). Scorre nei rajon Taštypskij e Askizskij della Chakasija, in Russia.

## Descrizione
Ha origine nella parte centrale dei Monti dell'Abakan. Scorre prima in direzione sud-est poi gira verso nord-est attraversando il villaggio omonimo. Ha una lunghezza di 136 km; l'area del suo bacino è di 2 520 km². Ha una portata di 25,73 m³/s rilevata al villaggio di Taštyp, a 35 km dalla foce. Sfocia in un braccio laterale dell'Abakan, il canale Taštypskaja, che converge nel fiume a nord del villaggio di Uct'-Es' a 148 km dalla foce.